# 劉岳昭
劉岳昭（1824年—1883年），字藎臣，一字靜臣，湖南漣源人，清代湘軍人物。
咸豐六年（1856年），從蕭啟江援江西，抵抗太平軍，升為知縣，而後升為太守，咸豐九年（1859年），太平軍石達開入湖南，岳昭率兵抵抗石達開部下的賴裕新部，解除寶慶之圍，次年攻廣西，升觀察使，從駱秉章戰勝陳玉成，又加按察使銜，賜號鼓勇巴圖魯。
同治元年（1862年），抵抗石達開，升為雲南按察使，又升布政使；次年鎮壓貴州苗族民變；同治五年（1866年）升為雲南巡撫；同治七年（1868年）升雲貴總督。雲南回變，布政使岑毓英的軍力最強，而毓英意氣用事，與諸將不和，岳昭調和了他們的衝突，升用岑毓英。
光绪元年（1875年）劉岳昭因為馬嘉禮事件入覲遲延，被御史李廷簫彈劾，免官而卒。

## 延伸阅读
[在维基数据编辑]
 《清史稿·卷419》